# Kontovc
Kontovc (horvátul: Kaštel Kontovec) egy középkori várkastély volt Horvátországban, valahol az Ilova mellett, az egykori Belovár-Kőrös és Pozsega vármegyék határán. 

## Fekvése
A kontovci várkastély helyét csak sejteni lehet. Gjuro Szabo először a mai Končanica falu közelében található vármaradványokkal, másodszor pedig egy Ivanovo Selo melletti várhellyel azonosította. Josip Bösendorfer a Đulovac közelében, fekvő Katinac falut azonosította a középkori uradalom központjával. Ranko Pavleš egyik véleményt sem fogadta el, hanem tőlük keletebbre, a Turčević-mezőn, vagy az attól északra fekvő lelőhelyre tette a várkastély helyét.

## Története
A település az Újlaki család birtokában volt minden bizonnyal a 14. század derekától. 1347-ben a Zrínyiekkel cserélték el a király kérésére Zríny várukat Raholca váráért, valamint a Villyó, Bakva és kerületekben lévő jószágokért. Vélhetőleg ekkor szerezték meg Kontovcot is. Az itt álló kastélyt már az Újlakiak emelték, melyet a család kihalásáig birtokoltak. Kontóc várkastélyát 1439-ben említi először oklevél, pontosabban egy 1494-es átiratában találjuk egy Szent Péter nevű uradalom részeként. Az Újlaki Lőrinc elleni hadjárat idején, valószínűleg 1495 januárjában került Butkai Péter somogyi ispán kezére, majd ő a királynak adta át 1000 forint fejében. Hamarosan visszakapta Lőrinc herceg, s haláláig az övé volt. 1525-ben, az Újlaki–Szapolyai szerződés alapján II. Lajos király parancsára a Szapolyai ﬁvéreket iktatták be birtokába. 1527-ben a herceg özvegyének kezével Móré László kezére került. Az uradalom területe 86,2 km, tartozékai: Grubosinc mezőváros és kastély, Trojeglava, Haraszti, Hrašcenica. 1507-ben 62, 1513-ban 72, 1517-ben 70, míg 1520-ban 78 adózó portát írtak össze az uradalomban. Ugyanez a várkastély szerepel 1540 körül Móré László birtokában az oszmánokkal határos várak listáján. Eszerint le kell rombolni, mert nincs saját jövedelme, amelyből fenntartható lenne, ami azt jelenti, hogy a birtok ekkorra már többnyire elhagyatott volt. 1556-ban Kontovc is szerepel a keresztények által elvesztett vagy elhagyott várak listáján. Ezután már nem említik, valószínűleg elhagyatva romba dőlt. Később köveit a lakosság hordta szét.